# QazCovid-in
QazCovid-in, également connu sous le nom de QazVac,, est un vaccin contre la Covid-19 développé par l'Institut de recherche sur les problèmes de sécurité biologique au Kazakhstan,,.

## Production
Le vaccin a été fabriqué pour la première fois à l'Institut de recherche sur les problèmes de sécurité biologique. La capacité a été limitée à 50 000 doses par mois.
Un contrat est en cours de négociation avec une entreprise turque pour augmenter la production pour passer à une production d'environ 500 000 à 600 000 doses par mois.

## Distribution
Le premier lot de 50 000 doses a été livré le 26 avril 2021 et la vaccination a commencé au même moment. En juin, la capacité passera à 100 000 doses par mois, indépendamment de la signature du contrat de mise en bouteille avec une compagnie turque.

## Autorisation
Actuellement, seul le Kazakhstan a autorisé l'usage du vaccin.

## Caractéristiques
Le vaccin peut être conservé à la température du réfrigérateur, c'est-à-dire entre 2 et 8 °C. Deux doses sont nécessaires à 21 jours d'intervalle.